# Pathein
Pathein (Bassein, birmà ပုသိမ်မြို့့) és la capital de la divisió d'Ayeyarwady de Birmània, a 190 km a l'oest de Yangon. Té una població d'uns 250.000 habitants (144.092 el 1983). Està a la riba del riu Pathein o Ngawun. El seu nom deriva de Pathi, nom birmà per designar un musulmà i sota els britànics es va convertir en Bassein.
Té un port important. A 40 km hi ha la platja de Chaung Tha. El monument més important és la pagoda de Mawtinson (Maw Tin Son), en direcció a la costa, que dona la impressió que és dins a la mar però és damunt d'un banc d'arena. El temple budista Shwemokhtaw Paya fou fundat segons la llegenda per Asoka el 305 aC i el rei de Pagan Alaungsithu va aixecar l'stupa fins a 11 metres el 1115; el rei Samodogossa la va ixecar més encara fins als 40 metres el 1263; avui dia mesura 46 metres amb el cim d'or sòlid i el darrer terç de bronze amb 829 diamants, 843 rubis i 1588 pedres simiprecioses.
És seu d'un bisbat catòlic creat l'1 de gener de 1955 amb el nom de Bassein, canviat el 8 d'octubre de 1991, amb jurisdicció sobre tota la divisió, i que depèn de l'arquebisbe de Yangon.
L'aeroport està al nord-est de la ciutat.
Bassein estava despoblada en temps del rei Alaungpaya (Alompra), i hauria estat fundada en temps de la princesa talaing Umtmadani, vers 1249. A l'edat mitjana fou coneguda pels europeus com a Cosmin (corrupció de Kusimanagara). A la primera guerra anglobirmana fou ocupada sense lluita i el governador la va incendiar abans d'evacuar-la i es va retirar a Le-myet-hna; la població va retornar al lloc poc després, i els britànics hi van establir una guarnició; fou evacuada pels britànics el març de 1826 després del tractat de Yandabu. El 1852 fou ocupada altre cop pels britànics que hi van construir un fortí. Fou cap d'un districte del 1853 al 1855 i del 1857 en endavant. Vegeu Districte de Bassein
La ciutat de Bassein tenia 22.417 habitants el 1876, 28.147 el 1881 i 31.864 habitants el 1901 i incloïa els barris de Ze-Chaung, Athegyi, Myothit i Talaing-Chaung, a l'esquerra del riu; el petit suburbi de Theng-bhaw-gyeng era el barri dels comerciants principalment d'arròs. A l'est de Myothit una gran plana amb pagodes, monestirs i imatges colossals. Va restar en mans dels britànics fins a l'ocupació japonesa el 1941; la van recuperar el 1945 i el 1948 va formar part de la Birmània independent.